# Erto e Casso
Erto e Casso (friuli nyelven Nert e Cjas) település Olaszországban, Friuli-Venezia Giulia régióban, Pordenone megyében. Lakosainak száma 373 fő (2023. január 1.). Erto e Casso Castellavazzo, Claut, Ospitale di Cadore, Perarolo di Cadore, Alpago, Cimolais, Longarone és Soverzene községekkel határos.

## Népesség
A település lakossága az elmúlt években az alábbi módon változott:
| Lakosok száma | 381  | 371  | 373  |
|               | 2017 | 2018 | 2023 |